# Lars Ekborg
Lars Åke Rupert Ekborg, född 6 juni 1926 i Upplands artilleriregementes församling i Uppsala, död 7 oktober 1969  i Storkyrkoförsamlingen i Stockholm, var en svensk skådespelare och revyartist.

## Biografi
Lars Ekborg var son till kapellmästaren Sune Ekborg (1898–1963) och Siri Myhrman (1905–1984, omgift Johansson). 

### Tidiga år i Västerås
Ekborg växte upp i Västerås som hade en fin teater mitt inne i staden, men som i avsaknad av en egen ensemble enbart gav lokalrevyer och enstaka gästspel från resande teatersällskap. Men de två teaterintressade skolkamraterna Lars Ekborg och Olof Thunberg startade 1942 amatörteaterföreningen Scenklubben, i syfte att höja teaterintresset. 1943 var de redo att möta publiken med nyårsrevyn Spiksoppa, som följdes av flera uppsättningar. Våren 1945 anslöt Bo Setterlind till Ekborg och Thunberg, som satte upp Setterlinds debutpjäs Sture Jonsson Tre Dosor – i augusti samma år i Folkets park i Västerås.

### Teaterutbildning och debut i Stockholm[4]
Teaterpedagogen Calle Flygare kom till Västerås för att se en föreställning och erbjöd Ekborg en plats i sin teaterskola. 1946 kom han till Stockholm och började vid dennes teaterskola på Bryggargatan. Enligt en intervju från 1953 stannade Ekborg bara ett halvår hos Flygare.      
Han gjorde sin scendebut i Stockholm på Vanadislundens friluftsteater där Sigge Fürst vid den här tiden var teaterchef.
Efter Flygare sökte han till Dramatens elevskola, men blev inte antagen. Men på andra försöket 1948 kom han in och gick i en av de bästa årskullarna i elevskolans historia. Bland dem som antagits det året fanns Max von Sydow, Margaretha Krook, Jan-Olof Strandberg, Yvonne Lombard och Ingrid Thulin. Ekborg debuterade som förstaårselev med rollen som Creekle i David Copperfield, som elevskolans nytillträdde rektor Olle Hilding i december 1948 satte upp med elever från olika årskurser, på Dramatens dåvarande annexscen Chinateatern.   
Som elev gjorde han ett antal roller på Dramaten och det tredje året visade han sig som en utomordentlig skådespelare i stora roller som Peter Quilpe i T. S. Eliots Cocktailparty med Tora Teje och Holger Löwenadler som gavs hela 97 gånger. Och än mer övertygade Ekborg när han i april 1951 ersatte Sture Lagerwall i dubbelrollen som tvillingarna Horace och Frédéric i Jean Anouilhs Dans under stjärnorna. Den rollen fick han även göra på turné med Riksteatern hösten 1957.
1944 gjorde han sin debut framför filmkameran som rorsman i Anders Henrikssons Jag är eld och luft, men insatsen är närmast att betrakta som en statistroll så hans första filmroll - om än liten - var som telegrampojke i Lars-Eric Kjellgrens film Tappa inte sugen från 1947. Därefter följde drygt tiotalet roller på film innan han 1953 fick sitt definitiva genombrott i Ingmar Bergmans Sommaren med Monika, med Harriet Andersson.

### Dramatenskådespelare Ekborg
Efter elevskolan var han engagerad vid Dramaten 1951–1953 men innan dess hann han på sommaren göra George Gibbs i Thornton Wilders pjäs Vår lilla stad i Humlegården, i regi av teaterpedagogen Gösta Terserus. Som Rebecka Gibbs debuterade en av Terserus egna adepter, den begåvade Catrin Westerlund. Rollen som George Gibbs skulle Ekborg återkomma till fyra år senare på Nya teatern.   
I Olof Molanders iscensättning av Sofokles Konung Oidipus på Dramatens stora scen hösten 1951 spelade han En tjänare mot Lars Hanson som konungen av Tebe. I William Shakespeares tragedi Antonius och Kleopatra gjorde Holger Löwenadler och Inga Tidblad titelrollerna med Olof Bergström som Octavius Caesar och Ekborg spelade Eros.
I september 1952 gjorde han rollen som Bobtjinski i Rune Carlstens uppsättning av Nikolaj Gogols komedi Revisorn. Men en månad senare fick Ekborg ersätta Hilding Gavle i huvudrollen som Chlestakov, Återigen gör han ett lyckosamt inhopp. På våren 1953 gör han den framträdande rollen som Ulrik i Sivar Arnérs pjäs Man lyder, också i Carlstens regi följt av Mimi Pollaks uppsättning En månad på landet av Ivan Turgenjev där han gjorde Beljajev mot Irma Christenson som Natalia Petrovna.
I oktober 1953 gjorde Ekborg sin sista roll på Dramaten som betjänten Lory i Stig Torsslows uppsättning av Återfall i dygden av John Vanbrugh, med Holger Löwenadler, Georg Funkquist, Anders Henriksson, Doris Svedund och Jan-Erik Lindqvist. Efter trettiofyra föreställningar var det färdigspelat på Dramaten för både Vanbrugh och Ekborg.

### Privatteater, Lille Fridolf och Kar de Mumma
Ekborg engagerades av Per-Axel Branner till Nya teatern på Regeringsgatan 111 där han i september 1954 gjorde Tom Lee i The och sympati. Eva Henning kreerade Laura Reynolds. Därefter följde Herbert Grevenius pjäs Litet bo där Ekborg spelade med Inga Gill, Karl-Arne Holmsten och Margreth Weivers. På våren 1955 gjorde han åter Vår lilla stad, med debutanten Gun Andersson som Rebecka Gibbs. I rollistan fanns också Erik “Bullen” Berglund, Claes Thelander, Frank Sundström, Marianne Aminoff och Öllegård Wellton.    
Han gjorde på samma teater Jim Curry i Nashs pjäs Regnmakaren med Elof Ahrle och kreerade därefter Onyttingen i Paul Greens skådespel med samma namn och David Prentice i Alan Melvilles komedi Simon och Laura.    
Hösten 1955 sändes radioserien Lilla Fridolf  av Rune Moberg med Douglas Håge och Hjördis Petterson som kontorschef Fridolf Olsson och hans fru Selma. Ekborg gjorde Valdemar Palm som var förlovad med dottern Maggan som spelades av Inga Gill. Serien följdes vecka efter vecka av lyssnare i vart och vartannat hushåll i landet. Radioseriens oerhörda framgång ledde till fyra filmer om Lille Fridolf och Ekborg medverkade i de tre första. I oktober 1956 kom Torgny Anderbergs film Lille Fridolf och jag som följs av Lille Fridolf blir morfar och Fridolf sticker opp!.
Ekborg medverkade i Kar de Mummas revyer 1958–1963 på Folkan. I den första revyn Har den äran 1958 gjorde han numret Elvis - The Pelvis. Den mångsidige Ekborg var en god kuplettsångare som med Sven Holmberg gjorde Ulf Peder Olrogs Köp en tulpan. En av Kar de Mummarevyernas höjdpunkter och ett nummer som alltjämt förknippas med Lars Ekborg.
Efter sex år hos Kar de Mumma kom han till Sandrews och Oscarsteatern säsongen 1963–64 för rollen som Tommy Tommyman i Ernst Bruun-Olsens musikal Teenagerlove med Jarl Kulle, Jessie Flaws, Gertrud Fridh, Margit Carlqvist och Gösta Krantz.

### Svenska Ord, Knäppupp och Beppe Wolgers
AB Svenska Ord engagerade Ekborg till bolagets första film Svenska Bilder med Monica Zetterlund och Birgitta Andersson och därefter kom han till Knäppupp och Nya ryck i snöret på Idéonteatern hösten 1964.  Han gjorde 1965 en av huvudrollerna i Svenska Ords andra film Att angöra en brygga. 
Ekborg var närmast ett ankare i Povel Ramel och Beppe Wolgers revy Ta av dej skorna som spelades på tältturné och på Idéonteatern 1965–1966 där han som En fullständigt ärlig svensk till sist skrämde slag på Birgitta Andersson. Den följdes av revyn På avigan'’ 1966–1967 med Ekborg i högform i numret Grynkorv, med Lissi Alandh och Povel Ramel.   
Han spelade med Beppe Wolgers i revyn Vi älskar er på Idéonteatern sommaren 1967 med Lena Hansson, Monica Zetterlund, Catrin Westerlund, Nannie Porres och Sune Mangs. En välkänd Ekborg-klassiker skriven av Wolgers är monologen Bunta ihop dom från uppsättningen Klotter på Maxim som spelades just på Maximteatern hösten 1968. Skivan blev en storsäljare. Den låg 26 veckor på Sveriges Radios försäljningslista Kvällstoppen varav 3 veckor på första plats.  Under flera år spelades inte det numret i radio utan att man först varnade lyssnarna; skivan var försedd med dödskallestämpel.  
Han var en av förgrundsfigurerna i TV-underhållningsserien Estrad (1967) och han var programledare och medverkande i Partaj våren 1969.
Ekborgs sista roll på teaterscenen var som den böjde betjänten i Snark som våren 1969 spelades på Maximteatern med Carl-Gustaf Lindstedt, Lissi Alandh, Gunnar 'Knas' Lindqvist, Lena Brundin, Åke Lindström och Margareta Sjödin. 
Han var kontrakterad för den manliga huvudrollen i Vilgot Sjömans Pojken i sängen, med premiär på Scalateatern hösten 1969. Men med Ekborgs sjukdom och för tidiga bortgång ersattes han av Jan Malmsjö.

### Övrigt
I mars 1956 var Lars Ekborg recitatör vid en inspelning på Musikaliska akademien i Stockholm av Lars-Erik Larssons lyriska svit Förklädd gud med text av Hjalmar Gullberg och med sångsolisterna Elisabeth Söderström och Erik Sædén och Radioorkestern under dirigent Stig Westerberg.

### Privatliv
Lars Ekborg var från 1951 till sin död gift med Maud Eivor Viola (Lola) Sjölund (1925–2015). Makarna fick tre barn tillsammans: maskören Maud Ekborg (född 1954), skådespelaren Dan Ekborg (född 1955) och skådespelaren Anders Ekborg (född 1960).
Han avled 1969 på Ängelholms sjukhus i levercancer, 43 år gammal. Makarna Ekborg är gravsatta på Kungsängens kyrkogård.

## Diskografi
Album
- 1955 – Krakel Spektakel Skivan
- 1967 – Lars Ekborg i Tom Lehrers vackra värld
- 1968 – Bunta ihop dom
- 1969 – Världens minsta hund

Singlar
- 1967 – "Vi går tillsammans den dagen det är slut" / "Var beredd"
- 1968 – "Bunta ihop dom"

## Filmografi
- 1944 – Jag är eld och luft
- 1947 – Tappa inte sugen
- 1947 – Kampen om kaffet
- 1948 – De kämpade sig till frihet
- 1948 – Du har blivit krigsman
- 1948 – Kärlek, solsken och sång
- 1948 – Lars Hård
- 1948 – Textilarna
- 1948 – Vi vill ha arbete
- 1950 – Anderssonskans Kalle
- 1950 – I sommartid
- 1950 – Mamma gör revolution
- 1950 – Två trappor över gården
- 1951 – Poker
- 1952 – Ubåt 39
- 1952 – När syrenerna blomma
- 1952 – Möte med livet
- 1953 – Sommaren med Monika
- 1953 – Vingslag i natten
- 1954 – Café Lunchrasten
- 1954 – Farlig frihet
- 1954 – Gula divisionen
- 1954 – I rök och dans
- 1955 – Blockerat spår
- 1955 – Danssalongen
- 1955 – Våld
- 1956 – Lille Fridolf och jag
- 1956 – Egen ingång
- 1956 – Sceningång
- 1956 – Flamman
- 1957 – Aldrig i livet
- 1957 – Blondin i fara
- 1957 – Lille Fridolf blir morfar
- 1957 – Nattens ljus
- 1957 – Gäst i eget hus
- 1957 – Ingen morgondag
- 1958 – Fridolf sticker opp!
- 1958 – Ansiktet
- 1959 – Den kära leken
- 1959 – Sköna Susanna och gubbarna
- 1959 – Sängkammartjuven
- 1960 – Myteriet på Caine
- 1960 – Tre önskningar
- 1962 – Biljett till paradiset
- 1962 – Halsduken (TV-serie)
- 1962 – Siska
- 1963 – Svärdet i stenen (svensk röst till trollkarlen Merlin)
- 1964 – Bröllopsbesvär
- 1964 – Svenska bilder
- 1965 – Att angöra en brygga
- 1967 – Mördaren – en helt vanlig person
- 1967 – Stimulantia
- 1969 – Duett för kannibaler

## Teater

### Roller (ej komplett)
| År   | Roll                                  | Produktion | Regi                 | Teater              |
| ---- | ------------------------------------- | --- | -------------------- | ------------------- |
| 1948 | Creekle                               | David Copperfield Charles Dickens och Max Maurey                                                                                     | Olle Hilding         | Dramaten            |
| 1950 | En yngling                            | Brand Henrik Ibsen | Alf Sjöberg          | Dramaten            |
| 1950 | Pierre                                | Tokiga grevinnan (La Folle de Chaillot) Jean Giraudoux                                                                               | Olof Molander        | Dramaten            |
| 1950 | John                                  | En radiobragd (Radio Rescue) Charlotte Chorpenning                                                                                   | Arne Ragneborn       | Dramaten            |
| 1951 | Greve Wilhelm, Rudmans tvillingbroder | Amorina Carl Jonas Love Almqvist | Alf Sjöberg          | Dramaten            |
| 1951 | Första kavaljeren                     | Diamanten (Der Diamant) Friedrich Hebbel                                                                                             | Rune Carlsten        | Dramaten            |
| 1951 | Mekanikern Lund                       | Simon trollkarlen Tore Zetterholm | Arne Ragneborn       | Dramaten            |
| 1954 | Tom Lee                               | The och sympati (Tea and Sympathy) Robert Anderson                                                                                   | Frank Sundström      | Nya Teatern         |
| 1954 | Lennart                               | Litet bo Herbert Grevenius | Per-Axel Branner     | Nya Teatern         |
| 1955 | Georg Gibbs                           | Vår lilla stad (Our Town) Thornton Wilder                                                                                            | Per-Axel Branner     | Nya Teatern         |
| 1955 | Jim Curry                             | Regnmakaren (The Rainmaker) N. Richard Nash                                                                                          | Frank Sundström      | Nya Teatern         |
| 1955 | Ung man                               | Tre Amerikaner: De nedtrampade petuniorna (The case of the crushed petunias) Tennessee Williams                                      | Claes Thelander      | Nya Teatern         |
| 1955 | Onyttingen                            | Tre Amerikaner: Onyttingen (The No’ Count Boy) Paul Green                                                                            | Claes Thelander      | Nya Teatern         |
| 1955 | David Prentice                        | Simon och Laura (Simon and Laura) Alan Melville                                                                                      | Per-Axel Branner     | Nya Teatern         |
| 1956 | Medverkande                           | Stig Lommers sommarrevy 1956 Stig Lommer                                                                                             | Stig Lommer          | Idéonteatern        |
| 1963 | Tommy Tommyman                        | Teenagerlove Ernst Bruun Olsen och Finn Savery                                                                                       | Ernst Bruun Olsen    | Oscarsteatern       |
| 1964 | Medverkande                           | Nya ryck i snöret, revy Emil Norlander, Povel Ramel, Beppe Wolgers                                                                   | Åke Falck            | Idéonteatern        |
| 1965 | Pseudolus                             | En kul grej hände på väg till Forum (A Funny Thing Happened on the Way to the Forum) Stephen Sondheim, Burt Shevelove, Larry Gelbart | Gösta Bernhard       | Idéonteatern        |
| 1965 | Medverkande                           | Ta av dej skorna, revy Povel Ramel och Beppe Wolgers                                                                                 | Egon Larsson         | Turné/ Idéonteatern |
| 1966 | Medverkande                           | På avigan, revy Povel Ramel | Hasse Ekman          | Idéonteatern        |
| 1967 | Medverkande                           | Vi älskar er, revy Beppe Wolgers | Stig Ossian Eriksson | Idéonteatern        |
| 1969 | Oblomovs betjänt                      | Snark (Son of Oblomov) Spike Milligan                                                                                                | Thor Zackrisson      | Maximteatern        |